# Klopotjärnen
Klopotjärnen är en sjö i Bergs kommun i Jämtland och ingår i Ljungans huvudavrinningsområde. Klopotjärnen ligger i Marntallsåsen Natura 2000-område.